# Галилея (Минас-Жерайс)
Галилея (порт. Galiléia) — муниципалитет в Бразилии, входит в штат Минас-Жерайс. Составная часть мезорегиона Вали-ду-Риу-Доси. Входит в экономико-статистический микрорегион Говернадор-Валадарис. Население составляет 6708 человек на 2006 год. Занимает площадь 721,317 км². Плотность населения — 9,3 чел./км².

## История
Город основан 8 декабря 1948 года. 

## Статистика
- Валовой внутренний продукт на 2003 год составляет 21 407 017,00 реалов (данные: Бразильский институт географии и статистики).
- Валовой внутренний продукт на душу населения на 2003 год составляет 3079,26 реалов (данные: Бразильский институт географии и статистики).
- Индекс развития человеческого потенциала на 2000 год составляет 0,688 (данные: Программа развития ООН).